# Delachaux
Die Delachaux S.A. mit Sitz in Colombes bei Paris ist ein französisches Unternehmen für technische und industrielle Lösungen in Märkten mit starken technologischen Anforderungen, darunter in den Bereichen Eisenbahn- und Hafeninfrastruktur sowie Aerospace. Das 1902 gegründete Familienunternehmen realisierte einen Umsatz von 923 Mio. € im Jahr 2018. Die Delachaux-Gruppe beschäftigt heute mehr als 4.000 Menschen in mehr als 35 Ländern und ist über seine Marken Pandrol (Eisenbahninfrastruktur), Conductix-Wampfler (Energie- und Datenmanagement), DCX Chrom (Marktführer in Herstellung von hochreinen Chrom in Metallform) und Frauscher tätig.

## Geschichte
1902 gründet Clarence Léon Delachaux das Unternehmen zur Herstellung von elektrischen Komponenten für Straßenbahnen und ist schon 1920 international an der Elektrifizierung der Metro in Shanghai beteiligt. 1985 geht das Familienunternehmen an die Börse. 2011 nahm die Familie Delachaux gemeinsam mit dem Private-Equity-Investor CVC Capital Partners das Unternehmen von der Börse. 2018 wurde ein erneuter Börsengang erwogen, CVC verkaufte aber im Juni 2019 seinen 51-%-Anteil an die Familie und den kanadischen Investor CDPQ.
Im Februar 2019 wurde die österreichische Frauscher Sensor Technology (St. Marienkirchen), ein Hersteller von Sensortechnologien für den Eisenbahnbereich, übernommen.